# Andreas Peter von Hesse

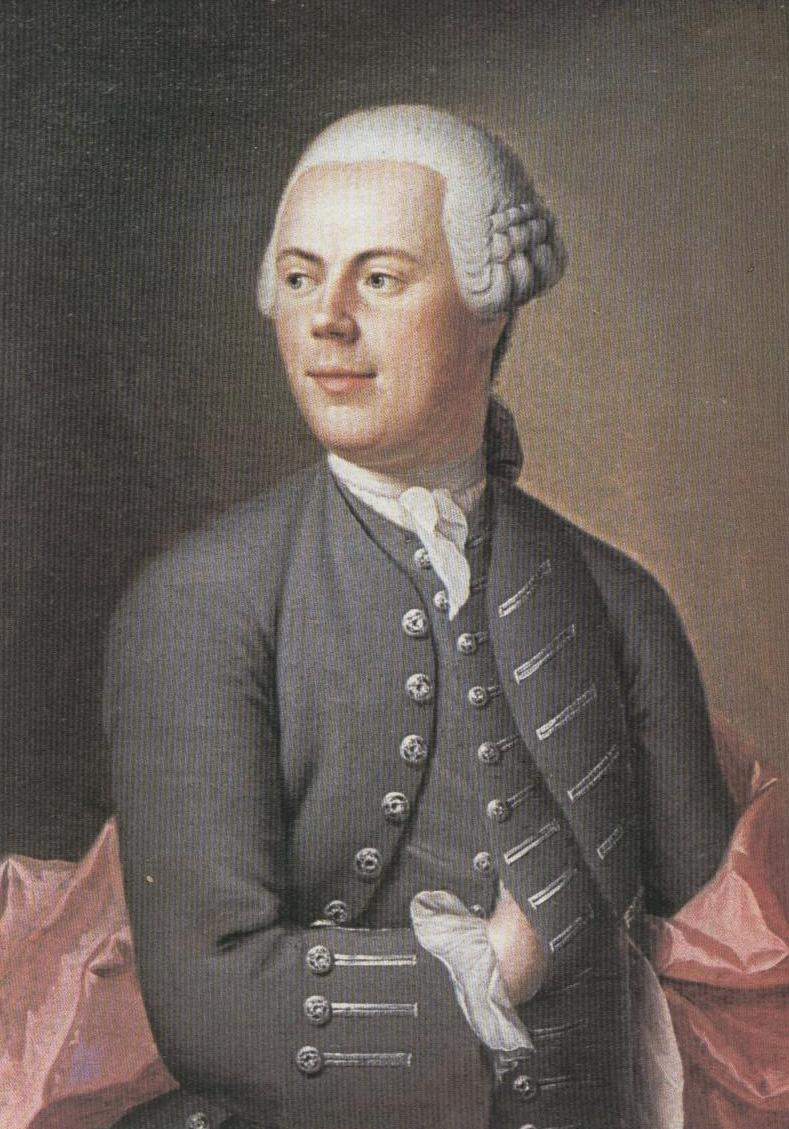
Andreas Peter von Hesse ok. 1766 r. Malował Johann Ludwig Strecker

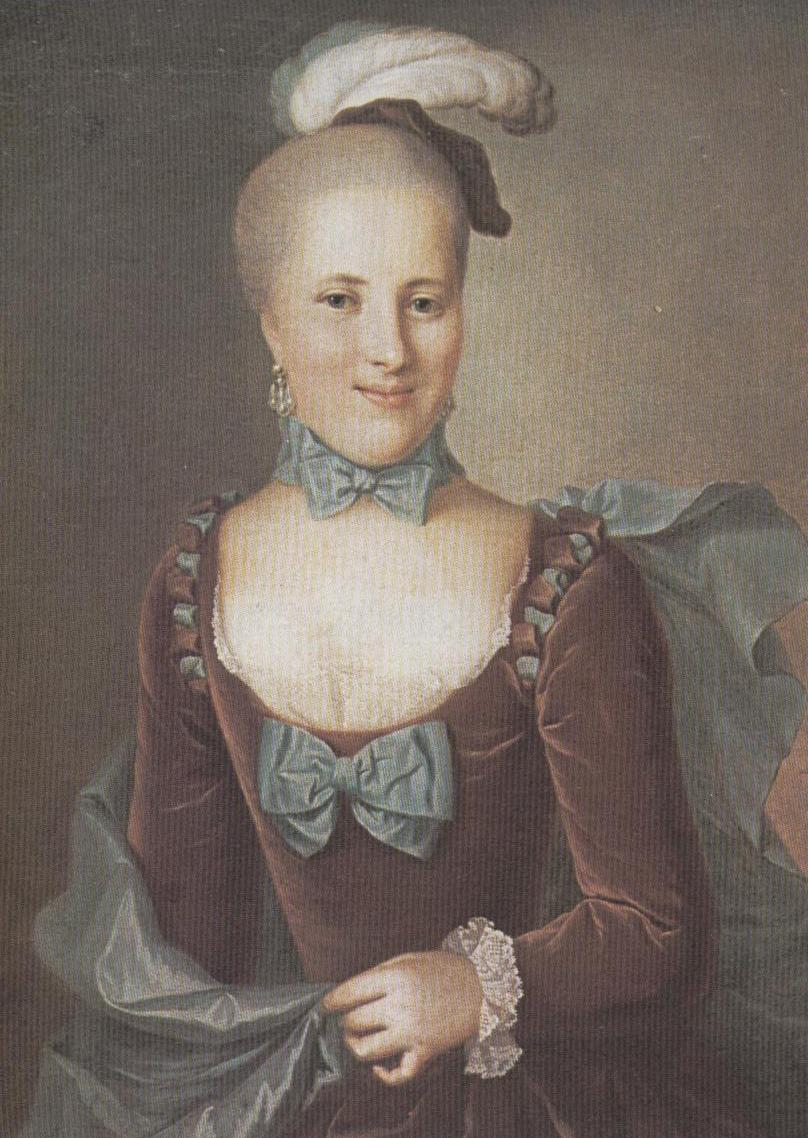
Frederike von Hesse z domu Flachsland ok. 1766 r. Malował Johann Ludwig Strecker

Andreas Peter von Hesse (ur. 1728, zm. 1803) był heskim politykiem.
Andreas von Hesse pracował dla księstwa Hesja-Darmstadt. Był jednym z najważniejszych ministrów księstwa. W 1770 roku cesarz Józef II Habsburg nadał mu i jego potomstwu szlachectwo. Jego żoną była Frederike Flachland (1744-1801), siostra żony poety Herdera, Caroline. Około 1766 roku  ministra i jego żonę sportretował doktor Johann Ludwig Strecker, lekarz, malarz i przyjaciel rodziny.